# Bukolandia
Bukolandia – polski serial animowany w reżyserii Leszka Gałysza.
Postaci:
- Tota (Elżbieta Jędrzejewska)
- Zembula (Lucyna Malec)
- Wiedziorek (Piotr Gąsowski)
- Elizad (Stefan Każuro)
- Bulber (Marcin Kudełka)

## Spis odcinków
| Pierwsza emisja | N/o | Tytuł       |
| --------------- | --- | ----------- |
| 24.04.2006      | 1   | Bulber      |
| 25.04.2006      | 2   | Katarstrofa |
| 26.04.2006      | 3   | Turydlaki   |